# HD 123569
Désignations
HD 123569 , également désignée HR 5297, est une étoile géante de la constellation australe du Centaure, localisée près de sa limite orientale avec le Loup. Elle est visible à l'œil nu avec une magnitude apparente de 4,75.

## Environnement stellaire
HD 123569 présente une parallaxe annuelle de 18,23 ± 0,11 mas telle que mesurée par le satellite Gaia, ce qui permet d'en déduire qu'elle est distante de 54,87 ± 0,33 pc (∼179 al) de la Terre. Sa magnitude absolue est de 1,00 et elle se rapproche du Système solaire à une vitesse radiale de −17 km/s.
Olin J. Eggen a signalé l'étoile comme étant membre du superamas des Hyades. Elle possède un compagnon de quatorzième magnitude recensé dans les catalogues d'étoiles doubles et multiples. En date de 2016, cette étoile était localisée à une distance angulaire de 27,1 secondes d'arc et selon un angle de position de 314° de la primaire. Elle apparait n'être qu'une double purement optique.

## Propriétés
HD 123569 est une étoile géante jaune de type spectral G9-III qui a épuisé les réserves en hydrogène qui étaient contenues dans son noyau. Son rayon est 8,25 fois plus grand que le rayon solaire et elle présente une métallicité — autrement dit l'abondance en éléments plus lourds que l'hélium — légèrement plus élevée que celle du Soleil. L'étoile est 40 fois plus lumineuse que le Soleil et sa température de surface est de 5 089 K.